# Heinz Frei

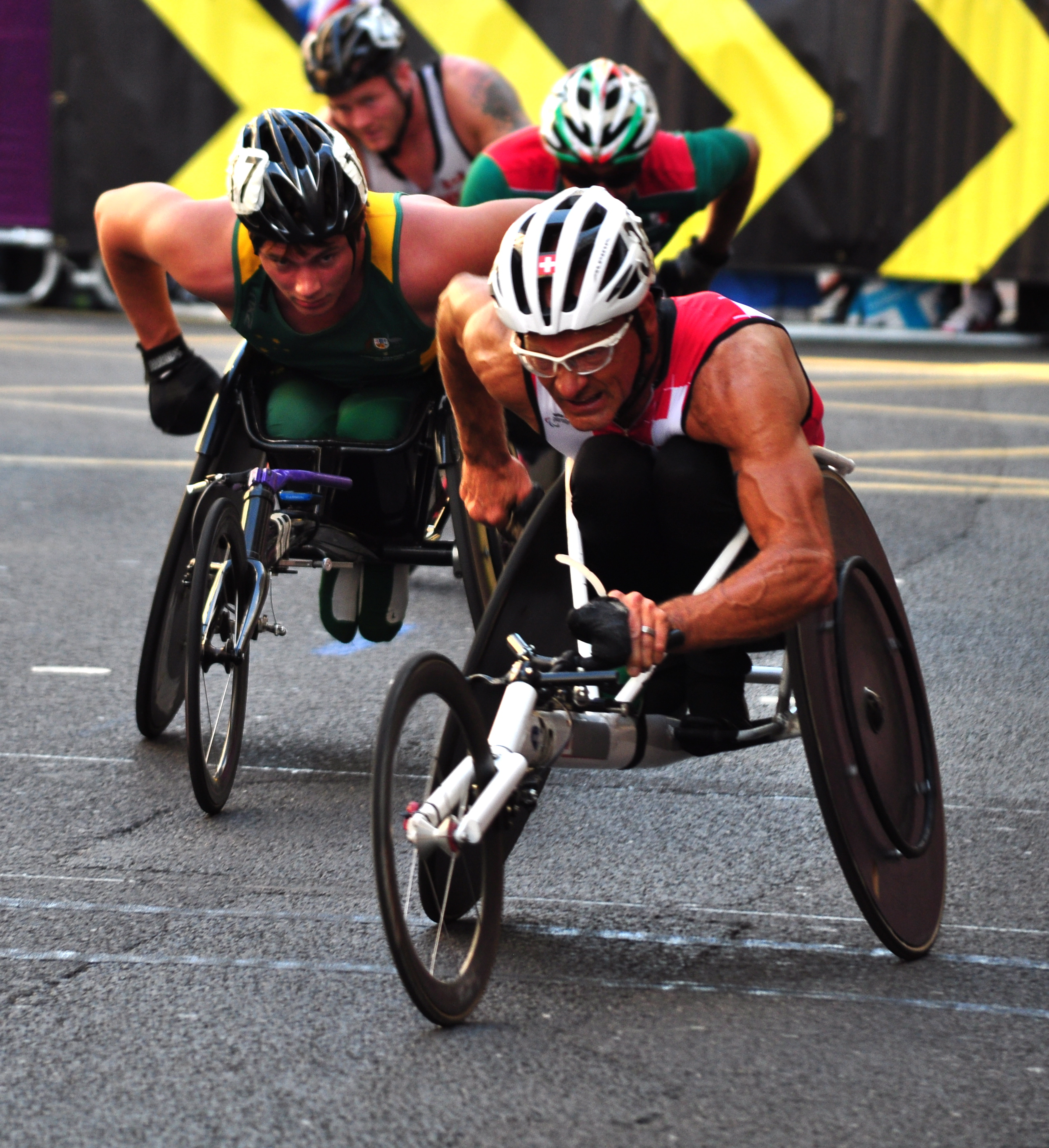
Heinz Frei (vorn) 2012 bei den Paralympics

Heinz Frei (* 28. Januar 1958 in Solothurn) ist ein Schweizer Rennrollstuhlsportler. Er gilt als einer der erfolgreichsten Schweizer Sportler aller Zeiten, als Pionier des Rollstuhlsportes sowie als «Legende».
Der gelernte Vermessungszeichner, der seit einem Unfall bei der Besichtigung des Berglaufs von Seelisberg im Jahr 1978 Rollstuhlfahrer ist, nimmt seit 1984 an den Paralympics teil und hat zahlreiche Medaillen errungen, darunter allein 15 Goldmedaillen bei den Sommerspielen. Ferner kann er auf zahlreiche Siege bei Leichtathletik-EMs und -WMs zurückblicken und war mehrfach Schweizer Sportler des Jahres (1992, 1993, 1995–1999, 2008, 2009). In den Jahren 1994 und 1996 gewann Frei die Rollstuhlwertung des Boston-Marathons. 2005 feierte er schliesslich in Berlin seinen 100. Marathonsieg. Nach den medaillenlosen Paralympics von Athen im Jahr 2004 hatte Frei das Gefühl, dass es normal sei, sich nicht mehr mit dem Rennrollstuhl abzumühen und kaufte sich ein Handbike, um etwas «für die Fitness» zu tun. 2006 wurde er wieder für die WM in Aigle aufgeboten. Trotz seinem für einen Spitzensportler hohen Alter von 50 Jahren blieb Frei damit erfolgreich, so holte er sich drei seiner fünfzehn Goldmedaillen an den Sommer-Paralympics 2008 und 2012 in London auf der technisch schwierigen Strecke in der Innenstadt.
2016 belegte Frei bei den Paralympics in Rio de Janeiro gemeinsam mit Lukas Weber und Tobias Fankhauser in der Mixed-Staffel der Handbiker Platz vier. Er kündigte an, dass er zum letzten Mal bei Paralympics gestartet sei. Dennoch startete er bei den Spielen 2021 in Tokio erneut und gab im Alter von 63 Jahren seine 35. Paralympics-Medaille als Ziel aus, die er mit Silber im Strassenrennen in der Kategorie H3 auch gewann.
Am 16. März 2017 setzte Frei im Tissot Velodrome in Grenchen mit 40,821 Kilometern eine erste Marke für eine Stundenbestleistung für Handbiker, um dieser Disziplin eine weitere Perspektive zu eröffnen. Bisher führt der Radsportweltverband UCI diese Rekorde noch nicht.
Frei arbeitet als Sportreferent der  Schweizer Paraplegiker-Vereinigung, Rollstuhl Sport Schweiz Nottwil (Stand 2016).